# Banchi Hanuse
Banchi Hanuse é uma documentarista indígena, pertencente ao povo Nuxalk.

## Infância e educação
Banchi Hanuse é bacharel em Estudos de Povos Originários pela Universidade da Colúmbia Britânica. Reside atualmente em Bella Coola.
Hanuse trabalhou no National Film Board of Canada (NFB) como assistente de produção e coordenadora de projetos. Seus projetos mais conhecidos no NFB incluem “Finding Dawn”, dirigido por Christine Welsh, e “Our World”, um workshop de narrativas digitais para comunidades indígenas remotas.
Ela também ajudou a fundar a Nuxalk Radio, uma estação de rádio baseada na vila Nuxalk de Q'umk'uts' (Bella Coola).

## Filmografia
- Cry Rock — 2010
- Uulx: The Scratcher — 2015
- Nuxalk Radio — 2020
- Behind the Facade — 2021
- Aitamaako'tamisskapi Natosi: Before the Sun — 2023

### Prêmios e indicações
- Indicada para Melhor Documentário de Curta-Metragem, American Indian Film Festival (2010)
- Melhor Documentário de Curta-Metragem, Festival de Cinema Mulheres em Filme de Vancouver (2010)
- Melhor Documentário de Curta-Metragem por “Cry Rock”, Prêmio Golden Sheaf do Festival de Cinema de Yorkton (2011)

- Melhor Documentário de Curta-Metragem por “Cry Rock”, Festival de Cinema Mulheres em Filme de Vancouver (2011)
- Prêmio Sea to Sky por Nuxalk Radio, Festival Internacional de Cinema de Vancouver (2022)
- Prêmio Big Sky por Aitamaako'tamisskapi Natosi: Before the Sun, Festival de Documentários Big Sky (2023)